# География Мозамбика

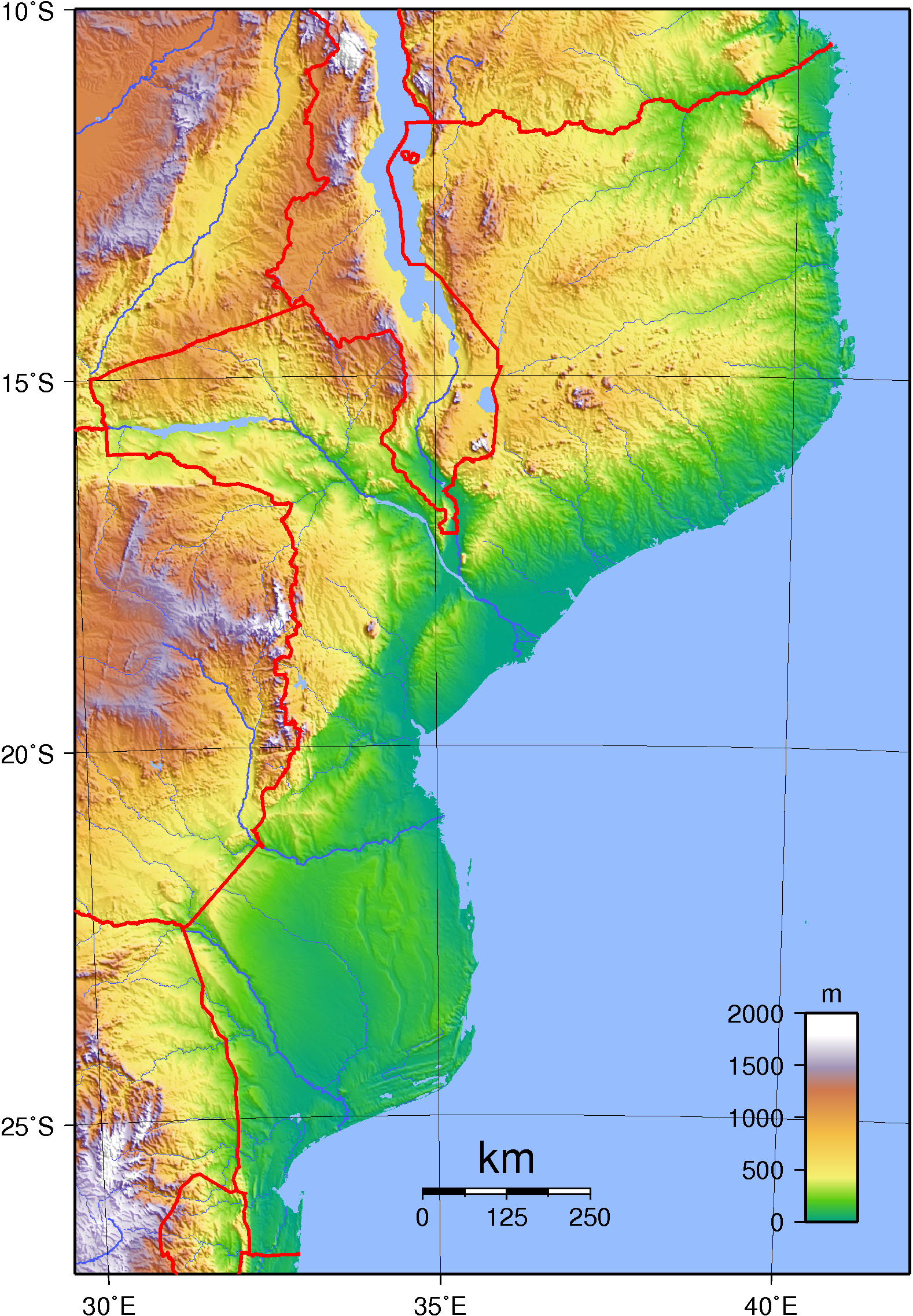
Физическая карта Мозамбика

Мозамби́к — страна в Юго-Восточной Африке. На востоке омывается Индийским океаном. Площадь территории составляет 801 590 км².

## Границы
Мозамбик находится в юго-восточной части Африки; граничит с Малави, ЮАР, Свазилендом, Зимбабве, Танзанией и Замбией.
Общая протяжённость границ — 4570 км; в том числе с Малави — 1569 км, ЮАР — 491 км, Свазилендом — 105 км, Танзанией — 756 км, Замбией — 419 км, Зимбабве — 1232 км. Длина береговой линии страны: 2470 км.

## Рельеф

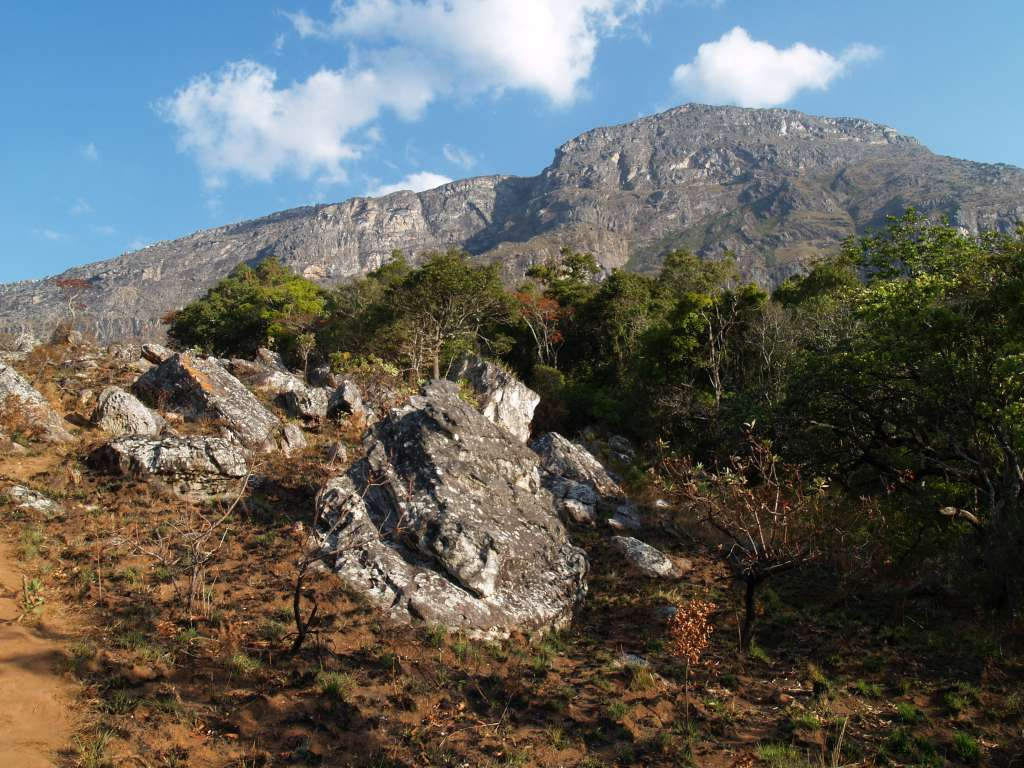
Гора Бинга — высшая точка Мозамбика

Территория страны вытянута вдоль Индийского океана на 3000 км. Северную часть Мозамбика занимают структурно-блоковые горы и плато, связанные с рифтом озера Ньяса (Малави). Рельеф этого региона представлен плоскими поверхностями выравнивания (высота 1000—1200 м) и вытянутыми интрузивными хребтами (высота до 1836 метров). На востоке от этого региона находится Мозамбикское плато (высота 200—700 метров). Его поверхность осложнена многочисленными инзельбергами — отдельными холмами, поднимающимися над равниной, самый крупный из них — гора Намули (2419 метров, вторая по высоте в Мозамбике). В южной части страны (к югу от долины реки Замбези) расположены низкие плато и плоскогорья (высота 100—200 метров). На западе на границе с Зимбабве возвышается уступ Иньянга, в его гребне находится высшая точка страны — гора Бинга (высота 2436 метров). Южнее долины реки Лимпопо, вдоль границы с Южно-Африканской республикой, расположены вулканические горы Лебомбо. Восточную часть Мозамбика занимает прибрежная низменность (ширина от 80 км на севере до 400 км на юге). Низменность частично заболоченная, слабо всхолмлённая занимает около 44 % площади страны.

## Климат
Мозамбик находится в субэкваториальном и тропическом климатических поясах. Климат северных районов — субэкваториальный, муссонный, а южных и центральных — тропический пассатный. Различаются чётко два сезона: сухой (зима — с июня по октябрь) и влажный (лето — с ноября по март). Среднегодовые температуры воздуха составляют +22°—27° С на равнине, в горных областях — около +18°. Большая часть осадков выпадает летом в виде тропических ливней, возникают наводнения. 2/3 территории страны получают менее 1000 мм осадков в год, отчего они подвержены засухам (3 года из 10 — засушливые). Горный запад более влажный, здесь выпадает свыше 1000 мм осадков в год.

## Животный мир

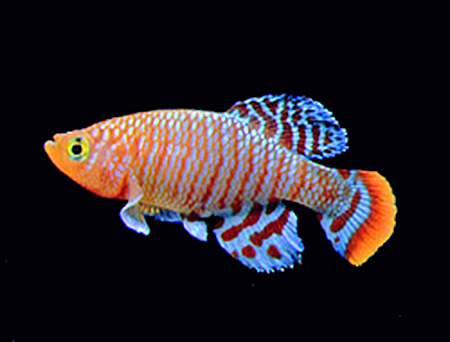
Нотобранх Рахова — лучепёрая рыба, эндемик Мозамбика.

На территории Мозамбика зарегистрировано более 170 видов млекопитающих (14 имеют охранный статус CR — виды, находящиеся на грани полного исчезновения), 788 видов птиц (16 — под угрозой исчезновения). Многие животные, сохранившиеся в других районах Южной Африки только в национальных парках и заповедниках, встречаются в Мозамбике на свободе (кафрский буйвол, африканский слон, зебра, антилопы, носороги, леопард, африканский лев, шакалы, гиены, бегемоты). В лесах распространены обезьяны. В стране очень высокое разнообразие пресмыкающихся, в том числе змей; обилие насекомых (термитов, москитов).
Широко представлена фауна птиц: страусы, древесные удоды, турачи, медоуказчики, очковые пингвины, вьюрки; многочисленны попугаи, питты.

## Гидрология

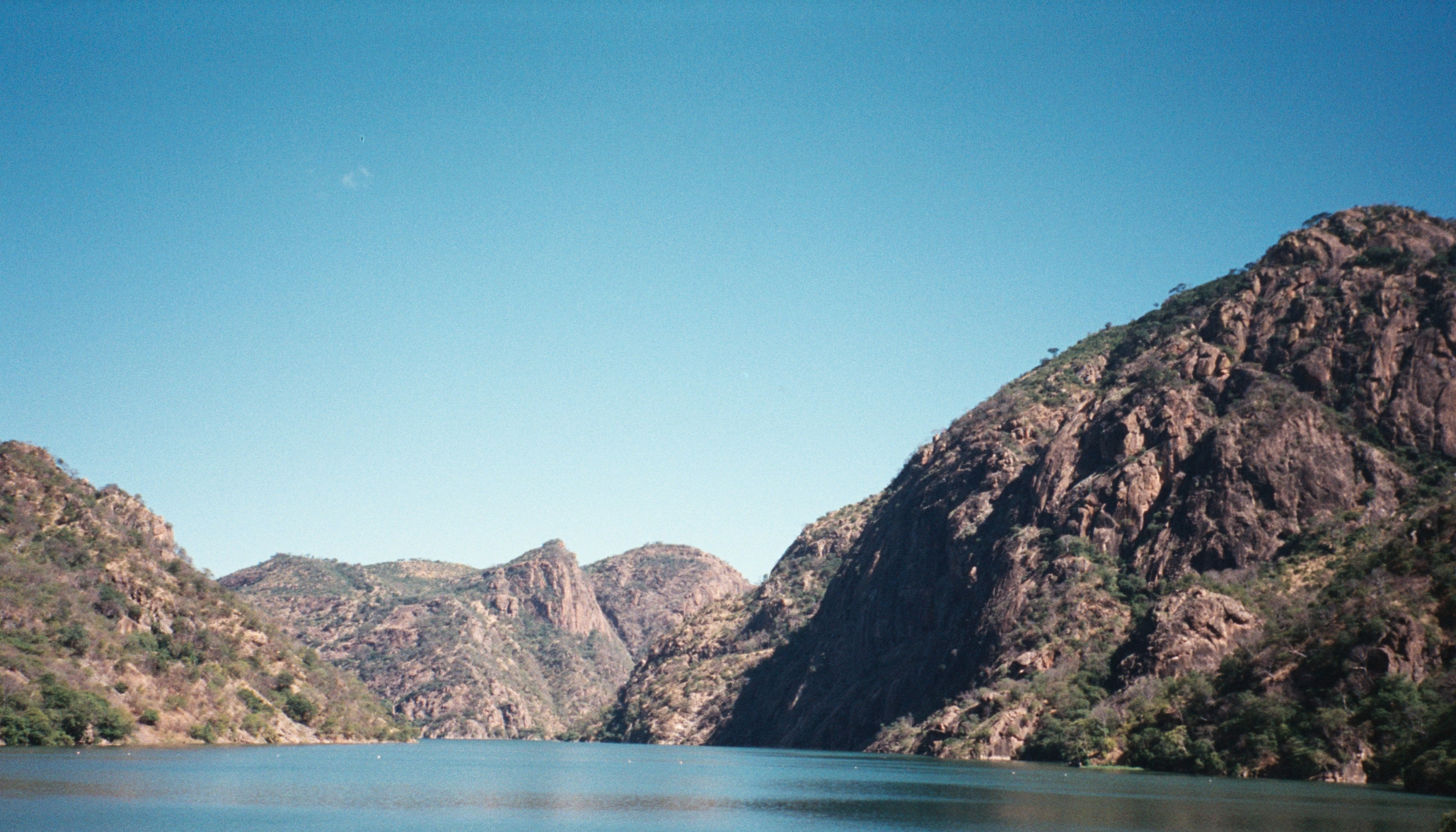
Водохранилище Кахора-Баса

По территории Мозамбика протекают более 100 рек, относящихся к бассейну Индийского океана. Большинство из них имеет чётко выраженный паводковый режим: резкий подъём воды на 3—4 месяца во время влажного сезона и межень во время остальной части года. Наиболее крупные реки — Замбези, Лимпопо, Саве, Рувума — текут с запада на восток и впадают в Индийский океан. Мозамбику принадлежит восточное побережье озера Ньяса (Малави) и более 1300 мелких озёр, 20 из которых имеют площадь от 10 до 100 км2. Водохранилище Кахора-Баса на реке Замбези является одном из крупнейших в мире.